# Edificio Jean Mory
El Edificio Jean Mory es una construcción del municipio de Villafranca del Panadés (Barcelona, España) que forma parte de los archivos del Inventario del Patrimonio Arquitectónico de Cataluña . 

## Descripción
El edificio Jean Mory está situado en la zona de la estación, donde hay numerosas muestras de la arquitectura industrial de principios de siglo. Es un edificio entre medianeras, de planta única y cubierta de tejas árabes a dos vertientes. Tiene dos fachadas de composición similar: división en tres tramos por dos bandas verticales de ladrillo, línea de impostas, ventana central de arco de medio punto dividida en cinco partes, coronamiento escalonado, etc.  Hay utilización del ladrillo visto, donde todos los elementos de la fachada están realizados con este material salvo la puerta. .

## Historia
La cronología de este edificio se inicia en 1917. La empresa Jean Mory i Companyia encargó el proyecto al arquitecto Santiago Güell. En 1920 existe un segundo proyecto. Ambos se conservan en el archivo del Ayuntamiento de Villafranca del Panadés.